# کولین فون اتینگس‌هاوزن
کولین فون اتینگس‌هاوزن (آلمانی: Colin von Ettingshausen؛ زادهٔ ۱۱ اوت ۱۹۷۱) قایقران روئینگ اهل آلمان است.